# Epizeuxis majoralis
Epizeuxis majoralis là một loài bướm đêm trong họ Noctuidae.